# 1995. évi téli európai ifjúsági olimpiai napok
Az 1995. évi téli európai ifjúsági olimpiai napok hivatalos nevén az II. téli európai ifjúsági olimpiai napok egy több sportot magába foglaló nemzetközi sportesemény, melyet 1995. február 5. és 9. között rendeztek Andorrában.

## Versenyszámok
| Versenyszámok az 1995. évi téli európai ifjúsági olimpiai napokon |       |     |        |          |
| Sportág, szakág                                                   | férfi | női | vegyes | összesen |
| Alpesisí                                                          | 3     | 3   |        | 6        |
| Műkorcsolya                                                       | 1     | 1   | 1      | 3        |
| Rövidpályás gyorskorcsolya                                        | 1     | 1   | 1      | 3        |
| Sífutás                                                           | 2     | 2   | 1      | 5        |
|                                                                   |       |     |        |          |
| Összesen                                                          | 7     | 7   | 3      | 17       |

## A magyar érmesek
| Érem  | Versenyző                                                | Versenyszám                                      |
| ----- | -------------------------------------------------------- | ------------------------------------------------ |
| Arany | Vidrai Szabolcs                                          | Műkorcsolya - Férfi egyéni                       |
| Ezüst | Szabolcsi Szilvia                                        | Rövidpályás gyorskorcsolya - 500 m               |
| Ezüst | Szabolcsi Szilvia Vincze Petra Lajos Zsolt Szántó Kornél | Rövidpályás gyorskorcsolya - 3000 m vegyes váltó |
| Bronz | Czakó Krisztina                                          | Műkorcsolya - Női egyéni                         |
| Bronz | Szabó Krisztina Sári Tamás                               | Műkorcsolya - Páros                              |

## Éremtáblázat
| Az 1995. évi téli európai ifjúsági olimpiai napok éremtáblázata | Az 1995. évi téli európai ifjúsági olimpiai napok éremtáblázata | Az 1995. évi téli európai ifjúsági olimpiai napok éremtáblázata | Az 1995. évi téli európai ifjúsági olimpiai napok éremtáblázata | Az 1995. évi téli európai ifjúsági olimpiai napok éremtáblázata | Olimpia  |
| --------------------------------------------------------------- | --------------------------------------------------------------- | --------------------------------------------------------------- | --------------------------------------------------------------- | --------------------------------------------------------------- | -------- |
|                                                                 | Ország                                                          | Arany                                                           | Ezüst                                                           | Bronz                                                           | Összesen |
| 1.                                                              | Olaszország                                                     | 4                                                               | 5                                                               | 2                                                               | 11       |
| 2.                                                              | Franciaország                                                   | 3                                                               | 1                                                               | 2                                                               | 6        |
| 3.                                                              | Oroszország                                                     | 2                                                               | 2                                                               | 2                                                               | 6        |
| 4.                                                              | Csehország                                                      | 2                                                               | 1                                                               | 1                                                               | 4        |
| 5.                                                              | Magyarország                                                    | 1                                                               | 2                                                               | 2                                                               | 5        |
| 6.                                                              | Svédország                                                      | 1                                                               | 1                                                               | 2                                                               | 4        |
| 7.                                                              | Szlovénia                                                       | 1                                                               | 1                                                               | 1                                                               | 3        |
| 8.                                                              | Svájc                                                           | 1                                                               | 1                                                               | 0                                                               | 2        |
| 9.                                                              | Hollandia                                                       | 1                                                               | 0                                                               | 1                                                               | 2        |
| 10.                                                             | Ausztria                                                        | 1                                                               | 0                                                               | 0                                                               | 1        |
| 11.                                                             | Észtország                                                      | 0                                                               | 1                                                               | 0                                                               | 1        |
|                                                                 | Lengyelország                                                   | 0                                                               | 1                                                               | 0                                                               | 1        |
|                                                                 | Ukrajna                                                         | 0                                                               | 1                                                               | 0                                                               | 1        |
| 14.                                                             | Egyesült Királyság                                              | 0                                                               | 0                                                               | 1                                                               | 1        |
|                                                                 | Németország                                                     | 0                                                               | 0                                                               | 1                                                               | 1        |
|                                                                 | Norvégia                                                        | 0                                                               | 0                                                               | 1                                                               | 1        |
|                                                                 | Románia                                                         | 0                                                               | 0                                                               | 1                                                               | 1        |
|                                                                 |                                                                 |                                                                 |                                                                 |                                                                 |          |
| Összesen                                                        | Összesen                                                        | 17                                                              | 17                                                              | 17                                                              | 51       |